# Leslie Rawlins
Leslie Rawlins (nascido em 28 de junho de 1954) é um ex-ciclista trinitário-tobagense que competiu para Trinidad e Tobago nos Jogos Olímpicos de Verão de 1976 na prova de velocidade.